# Euclasta stoetzneri
Euclasta stoetzneri là một loài bướm đêm trong họ Crambidae.